# يوشينوري ياماغوتشي
يوشينوري ياماغوتشي هو سياسي ياباني، ولد في 1 يوليو 1965 في سايتاما في اليابان. نشط حزبياً في مستقل. وقد انتخب governor of Saga Prefecture ‏ (14 يناير 2015 – ).